# Asian Five Nations 2014
Asian Five Nations 2014 (z powodów sponsorskich HSBC Asian 5 Nations 2014) – siódma edycja corocznego turnieju organizowanego pod auspicjami ARFU dla pięciu najlepszych azjatyckich męskich reprezentacji rugby union. Turniej odbywa się od 26 kwietnia do 25 maja 2014 roku. Tytułu broniła reprezentacja Japonii, która w poprzednich sześciu edycjach wygrała wszystkie mecze.
Zawody służyły jednocześnie jako ostatni etap azjatyckich kwalifikacji do Pucharu Świata w 2015 – triumfator zyskiwał bezpośredni awans do turnieju finałowego, zespół z drugiego miejsca otrzymywał natomiast prawo gry w barażu o dwudzieste miejsce.
Sprawa tytułu ważyła się do ostatniego meczu, w którym zmierzyły się Japonia i Hongkong. W ostatnim meczu rozegranym na Stadionie Olimpijskim przed planowaną przebudową Japończycy utrzymali trwającą od 2008 roku passę bonusowych zwycięstw awansując tym samym do Pucharu Świata 2015, zawodnicy z Hongkongu trafili natomiast do barażu, gdzie ich przeciwnikiem był Urugwaj. Dwa najsłabsze zespoły – Sri Lanka i Filipiny – zostały relegowane do Dywizji 1.
Najwięcej punktów w zawodach (92) zdobył przedstawiciel triumfatorów, Ayumu Gorōmaru, w klasyfikacji przyłożeń z siedmioma zwyciężył jego rodak, Yoshikazu Fujita.

## System rozgrywek
Rozgrywki prowadzone były systemem kołowym. Każda z drużyn spotkała się raz z każdym przeciwnikiem, łącznie rozgrywając cztery mecze – dwa u siebie i dwa na wyjeździe. Z uwagi na nieparzystą liczbę zespołów podczas każdej kolejki jeden z nich pauzował. Część spotkań była transmitowana w telewizji. Zwycięzca meczu zyskiwał pięć punktów, za remis przysługiwały trzy punkty, zaś porażka nie była punktowana. Punkt bonusowy można było otrzymać za zdobycie przynajmniej czterech przyłożeń lub też za przegraną nie więcej niż siedmioma punktami.
W 2014 roku relegowane zostały dwa zespoły, bowiem w związku ze zmianą systemu rozgrywek w kolejnej edycji w najwyższej klasie rozgrywkowej trzy zespoły będą rywalizować systemem kołowym.

## Uczestnicy
W zawodach uczestniczyło pięć reprezentacji.
| Reprezentacja    | Miejsce w 2013    | Stadiony                                |
| ---------------- | ----------------- | --------------------------------------- |
| Japonia          | 1.                | Mizuho Rugby Stadium Stadion Olimpijski |
| Korea Południowa | 2.                | Incheon Munhak Stadium                  |
| Hongkong         | 3.                | Hong Kong Football Club Stadium         |
| Filipiny         | 4.                | Eagles Nest Stadium                     |
| Sri Lanka        | awans z Dywizji 1 | Colombo Racecourse Ground               |

## Mecze

### Runda 1
| 26 kwietnia 201412:00 | Korea Południowa | 59:3(30:3) | Sri Lanka     | Incheon Munhak Stadium, Incheon |
| 26 kwietnia 201412:00 | Kim J.M. 15 (3P), Kim W.Y. 12 (3pd 2K), Lee E.D. 7 (P pd), Song B.H. 5 (P), Kim H.S. 5 (P), Park J.Y. 5 (P), Lee K.M. 5 (P), Son Y.G. 5 (P) | 59:3(30:3) | Mubarak 3 (K) | Incheon Munhak Stadium, Incheon |

| 26 kwietnia 201418:00 | Hongkong | 108:0(51:0) | Filipiny | Hong Kong Football Club Stadium, Hongkong |
| 26 kwietnia 201418:00 | McAdam 28 (11pd 2K), Lamming 15 (3P), Brant 10 (2P), McColl 10 (2P), McQueen 5 (P), Baddeley 5 (P), Phelps 5 (P), Yiu 5 (P), Hsieh 5 (P), Jones 5 (P), Wheatley 5 (P), McKee 5 (P), Varty 5 (P) | 108:0(51:0) |          | Hong Kong Football Club Stadium, Hongkong |

### Runda 2
| 3 maja 201415:30 | Filipiny                                | 10:99(10:45) | Japonia | Eagles Nest Stadium, Laguna |
| 3 maja 201415:30 | M. Saunders 5 (P), O. Saunders 5 (pd K) | 10:99(10:45) | Gorōmaru 29 (P 12pd), Fujita 15 (3P), Hopgood 10 (2P), Tui 10 (2P), Matsushima 10 (2P), Ives 5 (P), Uchida 5 (P), S. Horie 5 (P), Kizu 5 (P), Nagae 5 (P) | Eagles Nest Stadium, Laguna |

| 3 maja 201418:30 | Sri Lanka                            | 10:41(0:29) | Hongkong                                                                                 | Colombo Racecourse Ground, Kolombo |
| 3 maja 201418:30 | Ranjan 5 (P), Hettiarachchi 5 (pd K) | 10:41(0:29) | McAdam 11 (4pd K), Wei 10 (2P), McQueen 5 (P), Lamming 5 (P), Hewson 5 (P), McColl 5 (P) | Colombo Racecourse Ground, Kolombo |

### Runda 3
| 10 maja 201418:00 | Japonia | 132:10(68:0) | Sri Lanka                      | Mizuho Rugby Stadium, Nagoja |
| 10 maja 201418:00 | Gorōmaru 37 (P 16pd), Leitch 15 (3P), Kizu 15 (3P), Yamada 10 (2P), Tui 10 (2P), Holani 10 (2P), Murata 5 (P), Yuhara 5 (P), Ōno 5 (P), Matsushima 5 (P), K. Horie 5 (P), Hayashi 5 (P), Fujita 5 (P) | 132:10(68:0) | Ranjan 5 (P), Mubarak 5 (pd K) | Mizuho Rugby Stadium, Nagoja |

| 10 maja 201418:00 | Hongkong                                                                    | 39:6(20:6) | Korea Południowa | Hong Kong Football Club Stadium, Hongkong |
| 10 maja 201418:00 | McAdam 11 (4pd K), Phelps 10 (2P), McQueen 8 (P dg), Yiu 5 (P), Nolan 5 (P) | 39:6(20:6) | Oh Y.H. 6 (2K)   | Hong Kong Football Club Stadium, Hongkong |

### Runda 4
| 17 maja 201412:00 | Korea Południowa | 5:62(0:34) | Japonia                                                                                         | Incheon Munhak Stadium, Incheon |
| 17 maja 201412:00 | Jeong Y.S. 5 (P) | 5:62(0:34) | Yamada 20 (4P), Gorōmaru 17 (7pd K), Holani 10 (2P), Leitch 5 (P), Makabe 5 (P), Kikutani 5 (P) | Incheon Munhak Stadium, Incheon |

| 17 maja 201418:30 | Sri Lanka                                                                               | 25:26(17:19) | Filipiny                                                                                         | Colombo Racecourse Ground, Kolombo |
| 17 maja 201418:30 | Hettiarachichi 10 (2pd 2dg), Ranjan 5 (P), Marija 5 (P), Rajapaksa 5 (P), Anthony 5 (P) | 25:26(17:19) | Feeney 5 (P), Letts 5 (P), M. Saunders 5 (P), Howorth 5 (P), O. Saunders 4 (2pd), Aronson 2 (pd) | Colombo Racecourse Ground, Kolombo |

### Runda 5
| 24 maja 201415:30 | Filipiny                                                                | 52:22(28:15) | Korea Południowa | Eagles Nest Stadium, Laguna |
| 24 maja 201415:30 | O. Saunders 10 (P pd K), M. Saunders 5 (P), Letts 5 (P), Aronson 2 (pd) | 52:22(28:15) | Oh Y.H. 12 (6pd), kim N.U. 10 (2P), Jeaong Y.S. 10 (2P), Kim G.M. 5 (P), Kim H.S. 5 (P), Shin K.C. 5 (P), Jang S.M. 5 (P) | Eagles Nest Stadium, Laguna |

| 25 maja 201417:00 | Japonia                                                                                                | 49:8(27:3) | Hongkong                    | Stadion Olimpijski, Tokio |
| 25 maja 201417:00 | Fujita 15 (3P), Gorōmaru 9 (3pd K), Tatekawa 5 (P), Ives 5 (P), Uchida 5 (P), Makabe 5 (P), Kizu 5 (P) | 49:8(27:3) | McQueen 5 (P), McAdam 3 (K) | Stadion Olimpijski, Tokio |